# Tomasz Goliasz
Tomasz Goliasz, född den 6 juli 1968 i Wałcz, Polen, är en polsk kanotist.
Han tog bland annat VM-silver i C-2 500 meter i samband med sprintvärldsmästerskapen i kanotsport 1989 i Plovdiv.